# Julmötet 1888

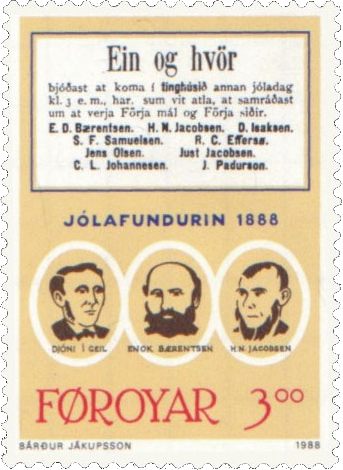
Frimärken från 1988

Julmötet 1888 (färöiska: Jólafundurin 1888) räknas som starten på den färöiska national- och självständighetsrörelsen.

## Inbjudningen
Den 22 december 1888 stod följande korta notis i Färöarnas då enda tidning, Dimmalætting:
```
               
Ein og hvör

bjóðast at koma í 
tinghúsið
 
annan jóladag

kl. 3 e.m., har. sum vit atla, at samráðast
um at verja 
Förja mál
 og Förja siðir.

E. D. Bærentsen
. 
H. N. Jacobsen
. 
D. Isaksen
.
      
S. F. Samuelsen
. 
R. C. Effersø
.
        
Jens Olsen
. 
Just Jacobsen
.
      
C. L. Johannesen
. 
J. Padurson
.
```

Svensk översättning: Alla och envar inbuds till Tingshuset (i Tórshavn) annandag jul, klockan 3, där vi avser att diskutera hur det färöiska språket och kulturen skall värnas.
Inbjudningen var underskriven av nio framstående färingar, och räknas som inledningen till en ny tidsepok i Färöarnas historia – med detta mötet startade den nationalistiska rörelsen.
En stor grupp samlade sig i lagtingshuset denna dag. Det hölls tal, diskuterades och sjöngs färöiska sånger. Störst intryck gjorde en nyskriven sång, diktat för händelsen av den unga Jóannes Patursson, och framfört på mötet av lyrikern Rasmus Effersøe. Det moraliska imperativet - Nú er tann stundin... - presenteras redan från första raden.
Nú er tann stundin...
Nú er tann stundin komin til handa
á hesum landi,
at vit skulu taka lógvatak saman
máli til frama.
Illa er nú við Føroya máli vorðið,
annaðhvørt orðið,
ið nú berst á munni av køllum og kvinnum,
í útlendskum rennur.
För hela texten, se Wikisource. Svensk översättning: Nu har tiden kommit i detta land, att vi måste ta varandra i handen och (arbeta för att) främja vårt språk.

## Resolutionen
Mötet avslutades med att anta en resolution på sex punkter:
1. Färöiska språket skall vara tillåtet som undervisningsspråk i skolan, så snart tillräckligt många skolböcker finns.
2. Under historiaundervisningen skall vikten läggas på Färöarnas historia.
3. Dansk undervisning i kristendomskunskap skall avskaffas, i stället skall det lästa1 återges på färöiska.
4. Prästerna skall ha rätt att använda det färöiska språket, såväl innanför som utanför kyrkans tröskel.
5. Färöiska skall införas i alla offentliga sammanhang.
6. Det skall arbetas för att etablera en färöisk folkhögskola.

1 Vid denna tid användes den danska Bibeln på Färöarna. Punkten innehåller inte ett krav på att det skall göras en färöisk bibelöversättning, men däremot krävs det att lärarna skall översätta den text de läser åt skolbarnen.

## Føringafelag
Det dåliga vädret hindrade många från att resa till mötet i Tórshavn från olika orter, därför kallades folk in till ett nytt möte den 6 januari 1889 där Føringafelag (färingarnas förening) – stiftades med följande principprogram:
1. Att det färöiska språket ska återvinna sin ära och värdighet
2. Att färingar ska hålla sig samlade och utveckla sig på alla områden, så att de kan klara sig själva.

Det fanns redan sedan 1881 en förening i Köpenhamn, Føroyingafelag (Färingars förening).

## Frimärken från 1988
Tre av invbjudarnas portträff placerades nederst på varje frimärke.
- 300 öre: Notisen i Dimmalætting den 22 december 1888
- 320 öre: Ett resultat av den nationella början var folkmöten som arrangerades på sommaren hållna utomhus, gärna vid natursköna platser. I denna bild från ett folkmöte år 1908 har författaren och tecknaren William Heinesen fångat denna stämningen, som präglades dessa arrangemangen fram till 1940.
- 1200 öre: Texten visar den första av de 19 verserna i Jóannes Paturssons kampdikt.